# Tantilla briggsi
Tantilla briggsi là một loài rắn trong họ Rắn nước. Loài này được Savitzky & Smith mô tả khoa học đầu tiên năm 1971.